# Eerste klasse 1898-99 (voetbal België)
Het seizoen 1898/99 van de Belgische Eerste Klasse was het vierde officiële seizoen van de hoogste Belgische voetbalklasse. Het kampioenschap bestond uit twee reeksen. De ene reeks bestond uit de normale liga en bevatte drie Brusselse, een Antwerpse en een Luikse club; de andere, nieuwe reeks bevatte een aantal clubs uit Oost- en West-Vlaanderen die in een knock-outsysteem speelden. Hiermee kwam de UBSSA toegemoet aan de kritiek van enkele Vlaamse clubs, waar zelfs met het idee werd gespeeld een Vlaamse voetbalbond op te richten. Voor de vele Brusselse clubs waren de verplaatsingen heel kort en dus goedkoop, voor de verderaf gelegen provincieclubs betekenden de verplaatsingen echter een zware financiële last. De inrichting van een Vlaamse competitie beperkte de verplaatsingen voor de Vlaamse clubs en maakte ze korter en goedkoper. De winnaars van beide reeksen speelden nadien tegen elkaar voor het kampioenschap. FC Liégeois veroverde zijn derde landstitel in vier jaar, pas meer dan 50 jaar later zou de club een volgende titel veroveren.

## Gepromoveerde en degraderende teams
Er bestond geen echt systeem van promotie of degradatie. De competitie bestond uit dezelfde teams als vorig seizoen, waar enkele clubs aan toegevoegd werden. Na het seizoen verdwenen geen clubs door degradatie, enkel door fusies of het staken van de activiteiten, enkele nieuwe clubs zouden zelfs weer worden toegelaten.

## Eindstand

### Afdeling Brabant, Antwerpen, Limburg en Luik
|   |   |                                      | P | W | G | V | +  | -  | DS  | Ptn |
| - | - | ------------------------------------ | - | - | - | - | -- | -- | --- | --- |
| F | 1 | FC Liégeois                          | 8 | 8 | 0 | 0 | 22 | 5  | 17  | 16  |
|   | 2 | Racing Club de Bruxelles             | 8 | 4 | 0 | 4 | 27 | 24 | 3   | 8   |
|   | 3 | Léopold Club de Bruxelles            | 8 | 3 | 1 | 4 | 17 | 16 | 1   | 7   |
|   | 4 | Athletic & Running Club de Bruxelles | 8 | 3 | 1 | 4 | 13 | 29 | -16 | 7   |
|   | 5 | Antwerp FC                           | 8 | 1 | 0 | 7 | 14 | 19 | -5  | 2   |

P: wedstrijden gespeeld, W: wedstrijden gewonnen, G: gelijke spelen, V: wedstrijden verloren, +: gescoorde doelpunten, -: doelpunten tegen, DS: doelsaldo, Ptn: totaal punten
F: kwalificatie voor finale
opmerking
De doelsaldo's zijn deze zoals terugegevonden bij Belgiumsoccerhistory, History of Soccer en rsssf. Deze zijn echter niet met 100% zekerheid correct. Belgian Soccer Database vermeld andere doelsaldo's

### Afdeling Oost- & West-Vlaanderen
|    |   |                        | P | W | G | V | + | - | DS | Ptn |
| -- | - | ---------------------- | - | - | - | - | - | - | -- | --- |
| F  | 1 | FC Brugeois            | ? | ? | ? | ? | ? | ? | ?  | ?   |
| GD | 2 | Oostendsche FC         | ? | ? | ? | ? | ? | ? | ?  | ?   |
| GD | 3 | AC Gantois             | ? | ? | ? | ? | ? | ? | ?  | ?   |
| GD | 4 | Sport Pédestre de Gand | ? | ? | ? | ? | ? | ? | ?  | ?   |

P: wedstrijden gespeeld, W: wedstrijden gewonnen, G: gelijke spelen, V: wedstrijden verloren, +: gescoorde doelpunten, -: doelpunten tegen, DS: doelsaldo, Ptn: totaal punten
F: kwalificatie voor finale

### Finale
| Datum      | Wedstrijd                 | Uitslag |
| ---------- | ------------------------- | ------- |
| 19/03/1899 | FC Liégeois - FC Brugeois | 2-0     |
| 16/04/1899 | FC Brugeois - FC Liégeois | 3-4     |

FC Liégeois behaalde zijn derde titel.

## Uitslagentabel

### Afdeling Brabant, Antwerpen, Limburg en Luik
|                                      |     | ANT   | ARB   | LEO   | LUI | RCB |
| Antwerp FC                           | ANT | X     | 6-2   | 1-3   | 2-4 | 0-5 |
| Athletic & Running Club de Bruxelles | ARB | 5-0ff | X     | 4-3   | 2-5 | 3-0 |
| Léopold Club de Bruxelles            | LEO | 4-0   | 1-1   | X     | 0-4 | 1-4 |
| FC Liégeois                          | LUI | 5-0ff | 5-0ff | 5-0ff | X   | 6-1 |
| Racing Club de Bruxelles             | RCB | 4-2   | 14-1  | 2-5   | 0-3 | X   |

### Afdeling Oost- & West-Vlaanderen
De resultaten van de wedstrijden in de Afdeling Oost- & West-Vlaanderen worden in geen van de gekende bronnen vermeld.

## Topscorer
| Scorer      | Goals | Team                     | Land        |
| ----------- | ----- | ------------------------ | ----------- |
| Frank König | ?     | Racing Club de Bruxelles | Zwitserland |

1895/96 · 1896/97 · 1897/98 · 1898/99 · 1899/00 · 1900/01 · 1901/02 · 1902/03 · 1903/04 · 1904/05 · 1905/06 · 1906/07 · 1907/08 · 1908/09 · 1909/10 · 1910/11 · 1911/12 · 1912/13 · 1913/14 · 1914/15 · 1915/16 · 1916/17 · 1917/18 · 1918/19 · 
1919/20 · 1920/21 · 1921/22 · 1922/23 · 1923/24 · 1924/25 · 1925/26 · 1926/27 · 1927/28 · 1928/29 · 1929/30 · 1930/31 · 1931/32 · 1932/33 · 1933/34 · 1934/35 · 1935/36 · 1936/37 · 1937/38 · 1938/39 · 1939/40 · 1940/41 · 1941/42 · 1942/43 · 1943/44 · 1944/45 · 1945/46 · 1946/47 · 1947/48 · 1948/49 · 1949/50 · 1950/51 · 1951/52 · 1952/53 · 1953/54 · 1954/55 · 1955/56 · 1956/57 · 1957/58 · 1958/59 · 1959/60 · 1960/61 · 1961/62 · 1962/63 · 1963/64 · 1964/65 · 1965/66 · 1966/67 · 1967/68 · 1968/69 · 1969/70 · 1970/71 · 1971/72 · 1972/73 · 1973/74 · 1974/75 · 1975/76 · 1976/77 · 1977/78 · 1978/79 · 1979/80 · 1980/81 · 1981/82 · 1982/83 · 1983/84 · 1984/85 · 1985/86 · 1986/87 · 1987/88 · 1988/89 · 1989/90 · 1990/91 · 1991/92 · 1992/93 · 1993/94 · 1994/95 · 1995/96 · 1996/97 · 1997/98 · 1998/99 · 1999/00 · 2000/01 · 2001/02 · 2002/03 · 2003/04 · 2004/05 · 2005/06 · 2006/07 · 2007/08 · 2008/09 · 2009/10 · 2010/11 · 2011/12 · 2012/13 · 2013/14 · 2014/15 · 2015/16 · 2016/17 · 2017/18 · 2018/19 · 2019/20 · 2020/21· 2021/22 · 2022/23 · 2023/24 · 2024/25